# Leucojum-Viticetum
En fitosociologia Leucojum-Viticetum és una associació de Vitex agnus-castus (aloc) i Leucojum aestivum (assa), que pertany a l'aliança Rubo-Nerion oleandri.
És la vegetació permanent dels indrets humits i fons de valls, una mica retirada de la mar.
Presenta com a altres tàxons destacats:
- Tamarix africana
- Tamarix canariensis
- Allium triquetrum
- Rumex crispus

A les zones més salabroses i properes a maresmes s'hi troba l'associació Tamaricetum canariensis vicietosum.